# Trump National Golf Club Bedminster

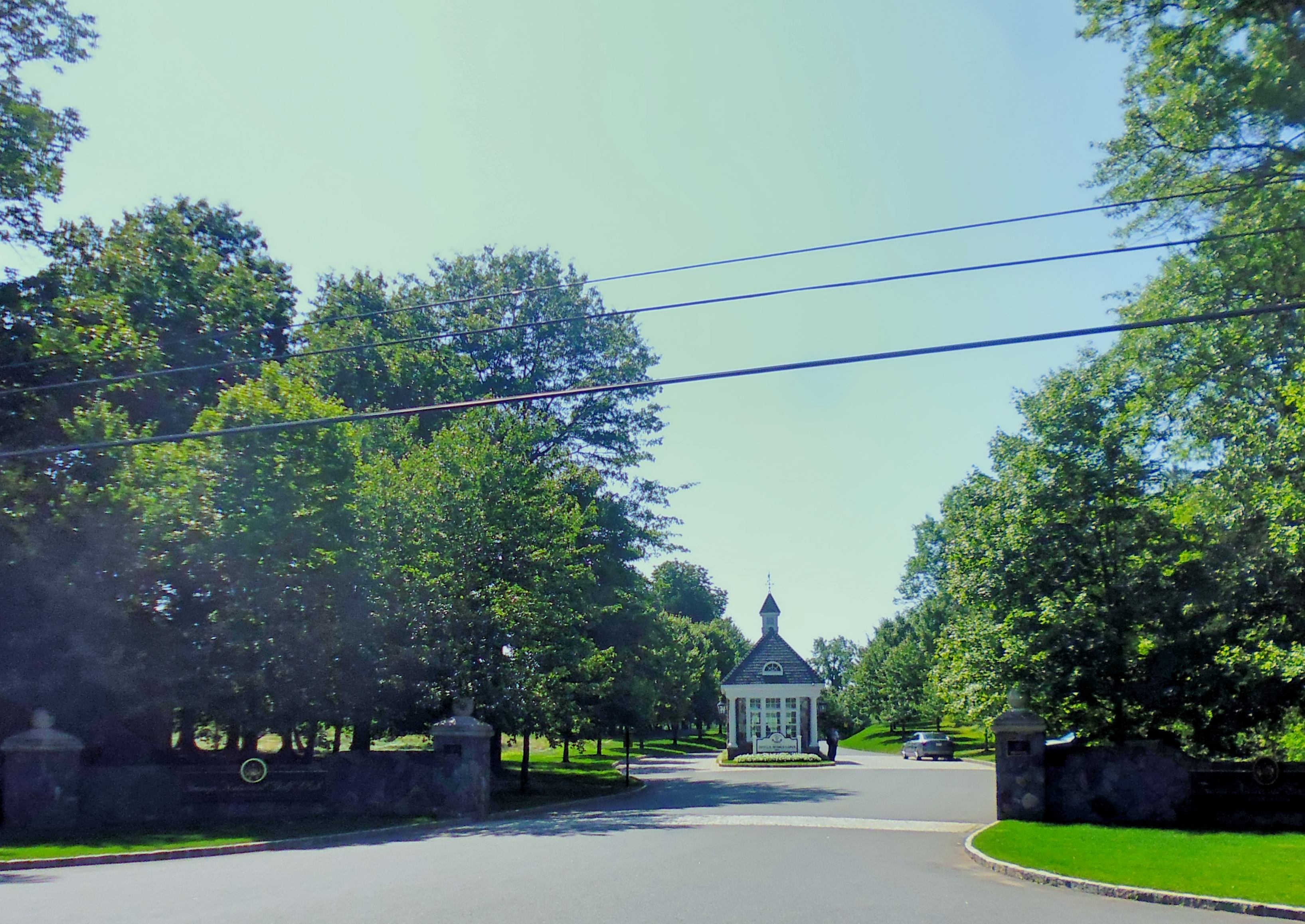
Infarten till Trump National Golf Club Bedminster i augusti 2017.

Trump National Golf Club Bedminster är en golfklubb som ligger i Bedminster, New Jersey i USA. Golfklubben grundades i juli 2004 efter att ägaren Trump Organization förvärvade mark två år tidigare för 35 miljoner amerikanska dollar, en del av marken ägdes av företagsledaren John DeLorean. Golfklubben har två golfbanor, Old Course och New Course.
Golfbanorna designades av Tom Fazio och sonen Tom Fazio II. Båda har 18 hål och 72 i par. Old Course är 6 917 meter medan New Course är 6 767 meter.
Trump National Golf Club Bedminster har stått som värd för US Women's Open i golf och den tredje deltävlingen för Liv Golf Invitational Series 2022, som är första säsongen av Liv Golf.
Donald Trump (R) tillbringade en del tid på golfklubben under sin tid som USA:s president. Hans dotter Ivanka Trump gifte sig 2009 med Jared Kushner på Trump National Golf Club Bedminster. År 2015 fick golfklubben tillåtelse att uppföra en begravningsplats och Donald Trumps före detta fru Ivana Trump (avliden 2022) ligger begravd där. Donald Trump har också uttryckt att han önskar bli begravd där.